# Horváth Gyula (közgazdász)
Horváth Gyula (Kaposvár, 1951. október 4. – 2015. szeptember 23.) magyar közgazdász, egyetemi tanár. A Pécsi Tudományegyetem Közgazdaságtudományi Karán oktatott. A Magyar Regionális Tudományi Társaság elnöke volt. A közgazdaságtudományok kandidátusa (1987), a Magyar Tudományos Akadémia doktora (1999),

## Életpályája
1970–1974 között a Pécsi Tudományegyetem Közgazdaságtudományi Karának (PTE KTK) hallgatója volt. 1977-ben a Pécsi Tudományegyetem Közgazdaságtudományi Karán egyetemi doktori címet szerzett. 1978-tól a Magyar Tudományos Akadémia Regionális Kutatóközpont (MTA RKK) tudományos segédmunkatársa, 1987-től tudományos munkatársa, 1991-től tudományos osztályvezetője, 1997–2011 között főigazgatója volt. 1989-ben Dániában volt tanulmányúton. 1991-ben és 1998-ban Olaszországban, 1992-ben az Egyesült Királyságban, 1993–1994 között Írországban tett tanulmányutat. 1997–2004 között a Magyar Tudományos Akadémia közgyűlési képviselője; a Regionális Tudományos Bizottság tagja volt. 1999-ben a Magyar Tudományos Akadémia doktora lett. 2000-ben habilitált. 2002-től egyetemi tanár volt. 2002-ben a Kaposvári Egyetem díszdoktora lett. 2010-ben a Bolgár Földrajzi Társaság tiszteleti tagja lett. 2012-től a Magyar Tudományos Akadémia Regionális Kutatások Központja (MTA RKK) főigazgatója (2010-től igazgatója) volt. 2015-től a Pécsi Tudományegyetem Közgazdaságtudományi Karának egyetemi tanára volt. 2015-től a Magyar Tudományos Akadémia KRTK RKI Dunántúli Tudományos Osztály tudományos tanácsadója volt.
Kutatási területe Európa regionális fejlődése és politikája.
Temetése a Pécsi Köztemetőben történt.

## Családja
Szülei: Horváth Gyula és Csek Mária voltak. 1978-ban házasságot kötött Sziráki Zsuzsannával. Három gyermekük született: Orsolya (1980), Dóra (1982) és Márton (1986).

## Művei
- A regionális gazdaságszervezés fejlődése és intézményei (1989)
- Régiók és városok az olasz modernizációban (szerkesztő; 1993)
- Development Strategies in the Alpine-Adriatic Region (1993)
- Régiók felemelkedése és hanyatlása (1997)
- Európai regionális politika (1998)
- Regions and Cities in the Global World (2000)
- Regionális támogatáspolitika az Európai Unióban (2001)
- Táj, település, régió (2002)
- Régiók és települések versenyképessége (2006)
- Regionális fejlődés és politika az átalakuló Oroszországban (2008)

## Díjai
- Akadémiai Ifjúsági Díj (1978, 1982)
- Baranya Megyei Közgyűlés Területfejlesztési Díja (1995)
- Pro Régió-díj (1998)
- Pécsi Akadémiai Bizottság Tudományos Díja (1998)
- Széchenyi professzor ösztöndíj (1998-2001)
- Pécs Város Milleniumi Díja (2000)
- Miskolci Egyetem Pro Facultate Oeconomica Díja (2000)
- Pécs-Baranyai Kereskedelmi és Iparkamara Baranya Gazdaságáért Díja (2000)
- Pécs Megyei Jogú Város Pro Communitate Díja (2001)
- Akadémiai Díj (2001)
- Széchenyi-díj (2005)
- Debreceni Egyetemért Emlékérem (2005)
- Román Regionális Tudományi Társaság Jubileumi Emléklapja (2011)
- Magyar Regionális Tudományi Társaság, Regionális Tudományért Díj (2012)